# Гозенфельд
Гозенфельд (нім. Hosenfeld) — сільська громада в Німеччині, знаходиться в землі Гессен. Підпорядковується адміністративному округу Кассель. Входить до складу району Фульда.
Площа — 50,71 км2. Населення становить 4584 ос. (станом на 31 грудня 2020).